# Romule de Gênes
Romule de Gênes (IVe siècle-Ve siècle) est un évêque de Gênes vénéré comme saint par l'Église catholique et l'Église orthodoxe.

## Biographie
On ne connaît pas exactement ses dates de naissance et de décès, on sait seulement qu'il exerce son ministère à Gênes, au Ve siècle, succédant à saint Félix (it) et saint Syr. Sa seule biographie date du Xe siècle et elle mentionne uniquement que c'est un homme d'une grande bonté, soucieux du bien des pauvres, et porté à apaiser toutes les discordes. Il quitte Gênes pour fuir l'invasion des Sarrasins, et part à Villa Matutiæ, qui devient plus tard San Remo où il meurt.
Selon la tradition locale de San Remo, Romule aurait été élevé à Villa Matutiæ avant de devenir évêque de Gênes. Il y retourne pour fuir les invasions, et se retire dans un ermitage, dans une grotte appelée Bauma devenue ensuite lieu de pèlerinage, où il serait mort. Comme il défend les habitants de Villa Matutiæ pendant l'invasion, il est représenté en tenue d'évêque avec une épée à la main. Chaque fois que les habitants étaient attaqués par des ennemis ou subissaient diverses catastrophes, ils venaient prier saint Romule.
En 876 l'évêque Sabbatino rapporte ses reliques à Gênes. Sa fête est célébrée par le diocèse de Gênes le 6 novembre en même temps que deux autres évêques, saint Valentin de Gênes (it) et saint Félix. Toutefois, la ville de San Remo continue à le fêter le 13 octobre.
Il est le patron de la ville de San Remo. La vénération de saint Romolo est si importante qu'au début du XIe siècle, les édiles de Villa Matutiæ veulent changer le nom de leur cité, en lui donnant le nom du saint. Toutefois, le dialecte local déforme le nom qui de San Remolo devient San Remo, donnant dès le XVe siècle la forme actuelle de San Remo.

## Sources
- (it) Notice d'Antonio Borelli